# ヤマハ・QS300
QS300（キューエスさんびゃく）とはヤマハのシンセサイザーの型番、製品名。1995年発表されて1種のみしか存在しないが、ほぼ同一の筐体を持ち、同時期に発売されたWシリーズ（ダブリュー・シリーズ）W5／W7という機種もある。QS300／W5／W7の機種は海外でも発売され、海外ではQS300の専用ページを作るシンセオーナーや、音色をダウンロード販売するサイトもあった。

## 概要
イメージキャラクターとして浅倉大介を据えた初心者向けのシンセサイザーであり、音色作成を浅倉大介が担当し、QS300のイメージキャラクターも担当。イメージキャラクターとして採用されているが、浅倉自身はヤマハYAMAHA主催のイベント（TEENSなど）やQS300絡みのイベントしかこの機種を使わず、通常のライブではSY99などQS300以外のシンセサイザーを使用していた。
ほぼ同一の音源とシーケンサーを持ち、スピーカーを搭載したEOS B900がその1ヶ月後に発売された。B900は色違いのB900EXや上位機種のB2000、B2000Wが発売されたにもかかわらず、QSという型番はシリーズにはならず、QS300、1機種のみで終わっている。しかし、浅倉プロデュースのシンセサイザーである点を考えると、後継機種はEOS BXである。なお、QS300と同じ音源部・シーケンサーを持つシンセサイザーは、EOS B900をベースに教育用に、ボタンの表記を日本語にしたSDX3000である。

## スペック
PCM音源（YAMAHAでの呼称AWM2）カタログでは825音色、説明書ではノーマルボイスが、トータル932、プリセット128+ユーザー128+XG 480+TG300B 579、ドラムボイストータル22、16パート+パターン8パート32音ポリ。61key。リバーブ、コーラスとインサーションとしても使えるバリエーションの3系統のエフェクト。MU50と同等のXG音源を搭載している。ただし、MU50と違ってエレメント単位での音色エディットが可能な上、1音色あたり4エレメント（MU50は2エレメント）まで重ねることができる。
シーケンサー部はQY300直系のもので、パターンとコードを指定すれば、伴奏データを作成できる自動伴奏機能も備わっている（この機能はW7 / W5にはない）。作成したMIDIデータの頭にXGのエクスクルーシブデータを自動的につけてくれる機能もあり、打ち込みをするには便利なシンセサイザーである。この機種からフロッピーディスクが2DDだけでなく2HDにも対応。W7 / W5とは異なり、シングルモードを装備している。

## 仕様
幅:1,067mm
高さ:121mm
奥行き:371mm
質量:13.0kg
鍵盤数:61
イニシャルタッチ:○
アフタータッチ:○
音源方式:AWM2
マルチティンバー数:24
最大同時発音数:32
音色数:[ノーマルボイス]プリセット：128、ユーザー：128、XG：480、TG300B：579 [ドラムボイス]ユーザー：1、XG：11、TG300B：10
リバーブエフェクト:11タイプ
コーラスエフェクト:11タイプ
バリエーションエフェクト:43タイプ
シーケンサーデータ容量:約86,000音

## XG SONG LIBRARY
浅倉大介監修によるXGデータ曲集。QS300で限りなく浅倉大介の作曲した曲を再現できるソフトとして発売されたFD。今ではネットでもダウンロード販売されている。
ちなみに、XGサウンドを再生できるマシンならQS300同様に再生できる。
access BEST/YSD-102
1-VIRGIN EMOTION
2-LOOK-A HEAD
3-PALE_BLUE
4-MOONSHINE DANCE
5-夢を見たいから
6-DRASTIC MERMAID
ELECTROMANCER/YSD-109
QS300と浅倉大介とのショットのデザインのジャケット。
1-ELECTROMANCER
2-BLACK OR WHITE?
3-SPACE PARADISE
4-MAGNETIC SPRING